# Тамица (село)
Та́мица — село в Онежском районе Архангельской области. Входит в состав Покровского сельского поселения.

## География
Тамица расположена в 40 км к северу от города Онега, на западном Онежском берегу Онежской губы Белого моря, на берегах реки Тамица (в 6 км от устья). Через село проходит автодорога 11А-005 («Архангельск — Северодвинск — Кянда — Тамица — Онега»).

## Население
| 2002 | 2010 | 2012 |
| ---- | ---- | ---- |
| 296  | ↘245 | ↗309 |

Численность населения села, по данным Всероссийской переписи населения 2010 года, составляла 245 человек. В 2009 году числилось 307 человек, в 1920 году — 1253 человека.

## Экономика
В 1957 году колхозы сёл Кянда и Тамица объединились в рыболовецко-животноводческий колхоз им. Ленина, занимающийся выловом рыбы и водных биоресурсов и производством мяса, молока, заготовкой леса.

### Карты
- Топографическая карта Q-37-33_34.
- Тамица на карте-километровке
- Тамица на карте Wikimapia
- Тамица. Публичная кадастровая карта